# Piłkarski Turniej na Cyprze 2005
Piłkarski Turniej na Cyprze 2005 – turniej towarzyski na Cyprze rozegrano po raz dziewiąty w 2005 roku. Uczestniczyły w nim cztery reprezentacje narodowe: gospodarzy, Austrii, Finlandii i Łotwy.

## Mecze

### Półfinały
| 8 lutego Limassol |  | Cypr | 1 | - | 1, karne: 5:4 (0-1) | Austria |

| 8 lutego Nikozja Cypr |  | Łotwa | 1 | - | 2 (0-1) | Finlandia |

### O trzecie miejsce
| 9 lutego Nikozja Cypr |  | Austria | 1 | - | 1, karne: 3:5 (1-0) | Łotwa |

### Finał
| 9 lutego Nikozja |  | Cypr | 1 | - | 2 (1-0) | Finlandia |  |

Triumfatorem piłkarskiego turnieju na Cyprze 2005 została reprezentacja Finlandii.